# Albertina Sisulu
Albertina Nontsikelelo Sisulu (Tsomo, 21 ottobre 1918 – Johannesburg, 2 giugno 2011) è stata un'attivista sudafricana.
È stata vedova dell'attivista anti-apartheid Walter Sisulu. Nel 2004 è stata nominata 57ª fra i Grandi Sudafricani.

## Biografia
Nata Nontsikelelo Thethiwe nel distretto di Tsomo, nel Transkei, nell'ottobre del 1918 era seconda dei cinque figli di Bonilizwe e Monikazi Thethiwe. Sua madre sopravvisse all'influenza spagnola, ma era costantemente ammalata e molto debole; per questo Albertina, la ragazza più grande della famiglia, si fece carico dei compiti materni nei confronti dei suoi fratelli minori. Ciò la costrinse a passare lunghi periodi lontana dalla scuola e ad essere due anni più grande rispetto al resto della classe, già alla fine della scuola primaria. Prese il nome di Albertina quando iniziò a frequentare la scuola missionaria presbiteriana a Xolobe e le fu presentata una lista di nomi Cristiani da parte dei precettori. Le materie in cui eccelleva erano principalmente umanistiche e sportive: dimostrò buone capacità di leadership oltre ad un forte istinto materno. 
Sebbene il ritardo di due anni non sembrasse un gran problema, quando Albertina partecipò ad un concorso per avere una borsa di studio per quattro anni delle scuole superiori, ciò giocò a suo sfavore e fu squalificata dalla gara anche se aveva raggiunto il primo posto. Dispiaciuti per il trattamento ingiusto, gli insegnanti di Albertina scrissero al giornale locale, di lingua xhosa, Imvo Zabantsundu, per dare voce al caso della ragazza e farle assegnare il premio. L'articolo che fu scritto catturò l'attenzione dei sacerdoti della locale Missione Cattolica Romana, che ne parlarono con Padre Bernard Huss a Mariazell. Padre Huss ottenne una borsa di studio per quattro anni per la Sisulu al College di Mariazell.
Nel 1936 partì per il College di Mariazell, nella Provincia del Capo Orientale, dove non si aspettava di diventare “rappresentante” sebbene provenisse da un piccolo villaggio; la giovane faceva ritorno a casa solo durante le vacanze di dicembre.
Alla fine del percorso di studi superiori, nel 1939, Albertina decise di non sposarsi ma di avviare una carriera professionale per supportare economicamente la sua famiglia a Xolobe. Dal momento che era stata convertita al Cattolicesimo e che aveva deciso di non sposarsi, pensò inizialmente di diventare suora, poiché ammirava molto la dedizione delle suore che insegnavano a Mariazell. Tuttavia, Padre Huss dissuase la ragazza dal suo intento, poiché non avrebbe guadagnato un salario, ma sarebbe stata considerata solamente una missionaria: le consigliò allora di considerare la professione infermieristica, poiché le infermiere tirocinanti venivano pagate per studiare. Fu ammessa come infermiera tirocinante all'ospedale “non-europeo” di Johannesburg, chiamato “Johannesburg General”. Partì nel 1940.
Iniziò a lavorare come levatrice nel 1946 a Johannesburg, spesso spostandosi fin nelle piccole città.

## Vita privata
Albertina incontrò Walter Sisulu nel 1941 all'ospedale di Johannesburg: in quel periodo lui era un giovane attivista politico. Si sposarono nel 1944; alla loro cerimonia erano presenti Anton Lembelle ed Evelyn Mase, oltre a Nelson Mandela, che fu loro testimone di nozze. I due ebbero cinque figli propri e quattro adottati. Il loro matrimonio è durato cinquantanove anni, fino alla morte di Walter, nel 2003.
Di questi anni, venticinque Walter li trascorse in esilio a Robben Island insieme a Mandela: questa prigionia si rifletté su Albertina, i cui movimenti furono limitati. Tuttavia, riuscì ad allevare da sola i figli e ad assicurare loro l'istruzione in Swaziland. Anche i figli della coppia Sisulu hanno ricoperto incarichi di rilievo nella democrazia del Sudafrica. Max Sisulu è presidente della Camera nell'Assemblea Nazionale; Mlungisi Sisulu è presidente della Fondazione Cardio-pediatrica Walter Sisulu e presidente di Arup Africa. La figlia adottiva Beryl Sisulu è ambasciatrice in Norvegia; Lindiwe Sisulu è ministro della difesa; Zwelakhe Sisulu (morto il 4 ottobre 2012) è stato un illustre imprenditore; la nuora Elinor Sisulu (sposata con Max) è un'autrice famosa e attivista per i diritti umani.
Morì a 92 anni nella sua dimora di Linden a Johannesburg.
La vita di Albertina è raccontata dettagliatamente in un libro scritto dalla nuora Elinor Sisulu, “Walter e Albertina Sisulu: durante la nostra vita”.

## Vita politica
Albertina Sisulu non mostrò subito un forte interesse per la politica, ma partecipò soltanto a degli incontri politici come supporto per Walter; tuttavia, fu coinvolta in politica quando si unì alla Lega Politica delle Donne nel 1955 all'interno dell'African National Congress (Ancwl) e quando prese parte al lancio della Freedom Charter nello stesso anno. Inoltre è stata l'unica donna presente alla nascita della Lega Giovanile dell'ANC, Ancyl.
Sisulu divenne poi un membro esecutivo della Federazione delle Donne Sudafricane nel 1954. In segno di protesta contro le Pass Laws del governo dell'apartheid, il 9 agosto 1956 si unì alla famosa Marcia delle donne insieme ad Helen Joseph, Sophia Williams-De Bruyn e ad altre ventimila donne sudafricane. 
Nel 1963 fu arrestata per effetto del General Laws Amendment Act; fu liberata il 6 agosto di quell'anno. Da allora fu arrestata diverse volte per le sue azioni politiche, ma continuò nella sua lotta contro l'apartheid.
Negli anni ottanta fu co-presidente dell'United Democratic Front.
Nel 1989 riuscì ad ottenere un passaporto e portò con sé una delegazione all'incontro con il primo ministro britannico Margaret Thatcher e il presidente degli Stati Uniti George HW Bush.
Nel 1994 fu eletta nel primo Parlamento Democratico, rimanendo in carica fino al 1998. Al primo incontro di questo Parlamento ebbe l'onore di nominare Nelson Mandela Presidente della Repubblica del Sudafrica.

## Relazioni internazionali
Il 24 ottobre 1985 il comune di Reggio Emilia conferisce la cittadinanza onoraria ad Albertina Sisulu “per i sacrifici e le sofferenze patite a causa della discriminazione razziale”. È la prima volta che una città italiana dona la cittadinanza ad una persona fortemente impegnata nella lotta contro l'apartheid: Reggio Emilia giustifica questo evento sottolineando che “ogni combattente per la libertà è impegnato in una lotta che riguarda ogni essere umano”.

## Attenzioni per la comunità
Per oltre 50 anni, la Sisulu si è impegnata nella Albertina Sisulu Foundation, che opera per migliorare la via di bambini ed anziani.
Fu insignita per il suo impegno nella lotta anti-apartheid ed il suo lavoro sociale quando il World Peace Council, in Svizzera, la elesse presidente dal 1993 al 1996. Assunse delle infermiere per la Tanzania, per rimpiazzare le infermiere inglesi che erano andate via dopo l'indipendenza, anche se la loro uscita dal Sudafrica avvenne per “vie illegali”.
Anche il Multipurpose Resourse Centre fu fondato da Albertina mentre, insieme a Mandela aprì il Walter Sisulu Pediatric Cardiac Centre for Africa a Johannesburg.